# Vince Williams
Vincent Terrill Williams Jr (ur. 30 sierpnia 2000 w Toledo) – amerykański koszykarz, występujący na pozycjach rzucającego obrońcy lub niskiego skrzydłowego, aktualnie zawodnik Memphis Grizzlies oraz zespołu G-League – Memphis Hustle.

## Osiągnięcia
Stan na 18 lutego 2024, na podstawie, o ile nie zaznaczono inaczej.
NCAA
- Uczestnik rozgrywek turnieju NCAA (2019, 2021)
- Mistrz sezonu regularnego konferencji Atlantic 10 (2019)
- Zaliczony do:
  - I składu Atlantic 10 (2022)
  - III składu Atlantic 10 (2021)
- Zawodnik tygodnia Atlantic 10 (31.01.2022)

NBA
- Uczestnik turnieju Panini Rising Stars (2024 – Team Tamika)[3]